# 萊克斯維克
萊克斯維克（挪威語：Leksvik）是挪威原北特伦德拉格郡的市镇，存在於1838年至2018年間。2018年1月1日其与临近里薩市镇合并为内福森市镇，并隶属于新合并的特伦德拉格郡。